# Jacob Moleschott
Jacob Albertus Willebrordus Moleschott (født 9. august 1822 i Herzogenbusch, død 20. maj 1893 i Rom) var en tysk-italiensk fysiolog. 
Efter at have studeret medicin og naturvidenskaber i Heidelberg praktiserede han fra 1845 i Utrecht; 1847—54 var han privatdocent i Heidelberg, men trak sig tilbage, da han fik en advarsel fra ministeriet på grund af sine materialistiske anskuelser. I 1856 blev han professor i fysiologi i Zürich, 1861 i Torino og 1879 i Rom. 
Sammen med Donders og van Deen udgav han Holländische Beiträge zu der anatomischen und physiologischen Wissenschaften, fra 1855 udgav han tidsskriftet: Untersuchungen zur Naturlehre des Menschen und der Thiere, hvori hans og en stor del af hans elevers arbejder offentliggjordes. 
Af hans arbejder kan nævnes: Physiologie der Nahrungsmittel (1850, 2. oplag 1859), Lehre der Nahrungsmittel (1850, 3. oplag 1858), Physiologie des Stoffwechsels in Pflanzen und Thieren (1851), Der Kreislauf des Lebens (1852, 5. oplag 1875—86), Kleine Schriften (1880, 1887).